# Sportplatz Spitalacker
Sportplatz Spitalacker – stadion piłkarski w Bernie (w dzielnicy Spitalacker), w Szwajcarii. Obiekt może pomieścić 2000 widzów. Swoje spotkania rozgrywają na nim piłkarze klubu FC Breitenrain.
Od 1902 roku na Sportplatz Spitalacker (zwyczajowo zwanym także „Spitteler”) swoje spotkania rozgrywali piłkarze klubu FC Young Boys. W 1903 roku drużyna ta zdobyła swoje pierwsze mistrzostwo Szwajcarii, kolejne trzy tytuły mistrzowskie (i to z rzędu) klub ten zdobył w latach 1909–1911. Pod koniec I wojny światowej, w 1918 roku obiekt stracił swą funkcję sportową, a na boisku posadzono ziemniaki. Young Boys z konieczności przeniósł się na boisko usytuowane na terenie koszar wojskowych, gdzie grając zdobył w 1920 roku piąty tytuł mistrza kraju. W tym samym roku zespół powrócił na Sportplatz Spitalacker. 19 listopada 1922 roku na obiekcie rozegrano towarzyskie spotkanie pomiędzy Szwajcarią i Holandią (5:0). Wcześniej, 25 maja 1911 roku na stadionie również odbył się towarzyski mecz międzypaństwowy (Szwajcaria – Anglia 1:4), lecz Anglię reprezentowała wówczas drużyna amatorów. W 1925 roku drużyna Young Boys przeniosła się na nowo wybudowany Wankdorfstadion. W 1931 roku nowymi gospodarzami obiektu stały się kluby FC Zähringia i FC Minerva. W 1994 roku doszło do fuzji tych zespołów, w wyniku czego powstał nowy klub, FC Breitenrain. W 2013 roku na obiekcie została zainstalowana sztuczna murawa.